# Strimryggig kanastero
Strimryggig kanastero (Asthenes wyatti) är en fågel i familjen ugnfåglar inom ordningen tättingar.

## Utbredning och sysetmatik
Den förekommer i Anderna och delas in i sju underarter med följande utbredning:
- Asthenes wyatti wyatti – östra Anderna i norra Colombia
- Asthenes wyatti sanctaemartae – Sierra Nevada de Santa Marta i nordöstra Colombia
- Asthenes wyatti phelpsi – nordöstra Colombia och nordvästra Venezuela
- Asthenes wyatti mucuchiesi –  Mérida och Trujillo i västra Venezuela
- Asthenes wyatti aequatorialis – centrala Ecuador
- Asthenes wyatti azuay – södra Ecuador
- Asthenes wyatti graminicola – centrala och södra Peru
- Asthenes wyatti punensis – södra Peru och västra Bolivia
- Asthenes wyatti cuchacanchae – centrala Bolivia och nordvästra Argentina (Salta)
- Asthenes wyatti lilloi – nordvästra Argentina
- Asthenes wyatti sclateri – Sierra de Córdoba (nordcentrala Argentina)
- Asthenes wyatti brunnescens – Sierra de San Luis (centrala Argentina)

Underarterna punensis till brunnescens urskildes tidigare som den egna arten "punakanastero" (A. punensis) och vissa gör det fortfarande.

## Status
IUCN kategoriserar arten som livskraftig.

## Namn
Fågelns vetenskapliga artnamn hedrar Claude Wilmott Wyatt (1842-1900), engelsk ornitolog och samlare av specimen i Colombia 1870. Fram tills nyligen kallades den även wyattkanastero på svenska, men justerades 2022 till ett enklare och mer informativt namn av BirdLife Sveriges taxonomikommitté.

## Bildgalleri

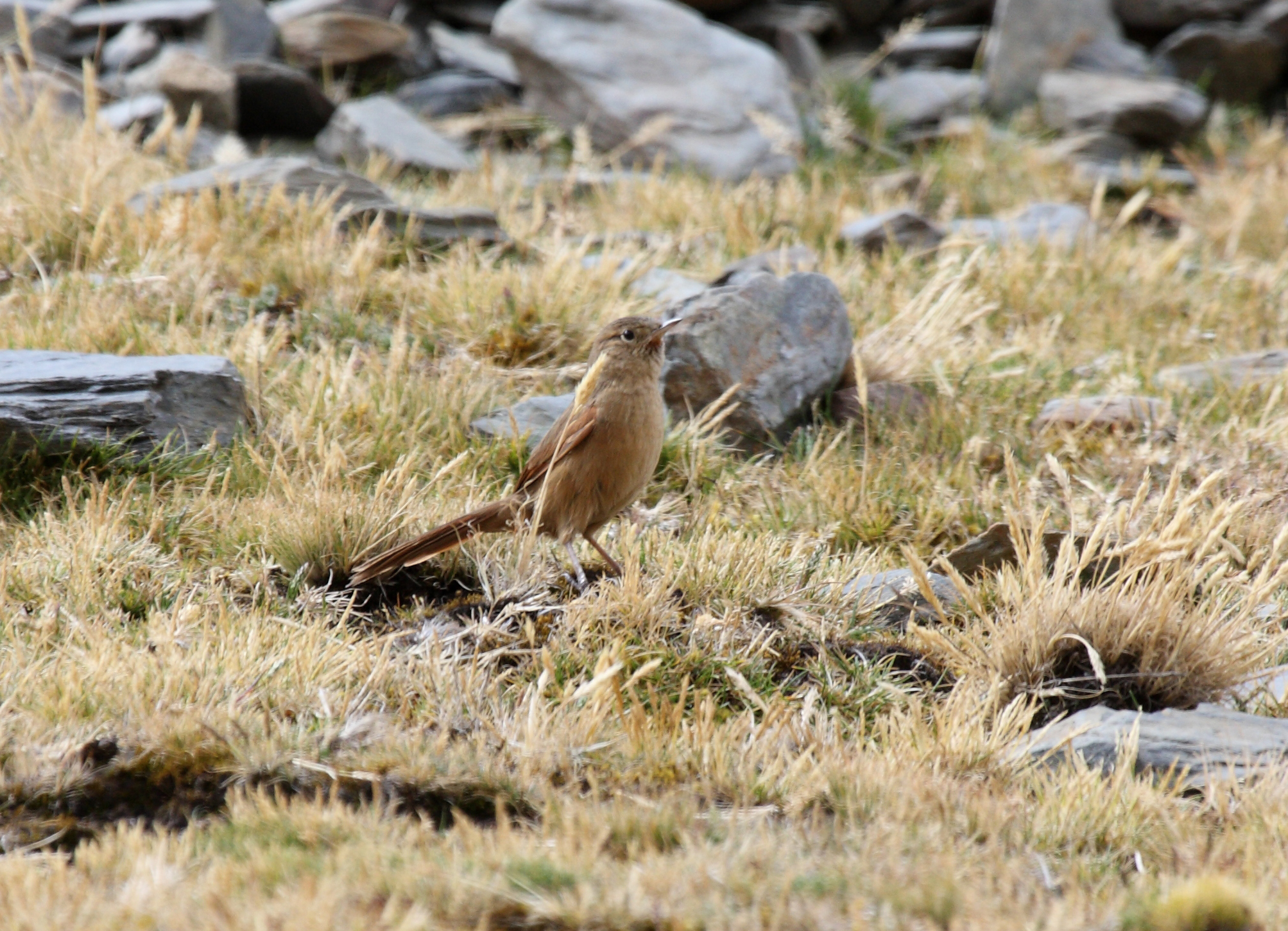
En strimryggig kanastero i Peru
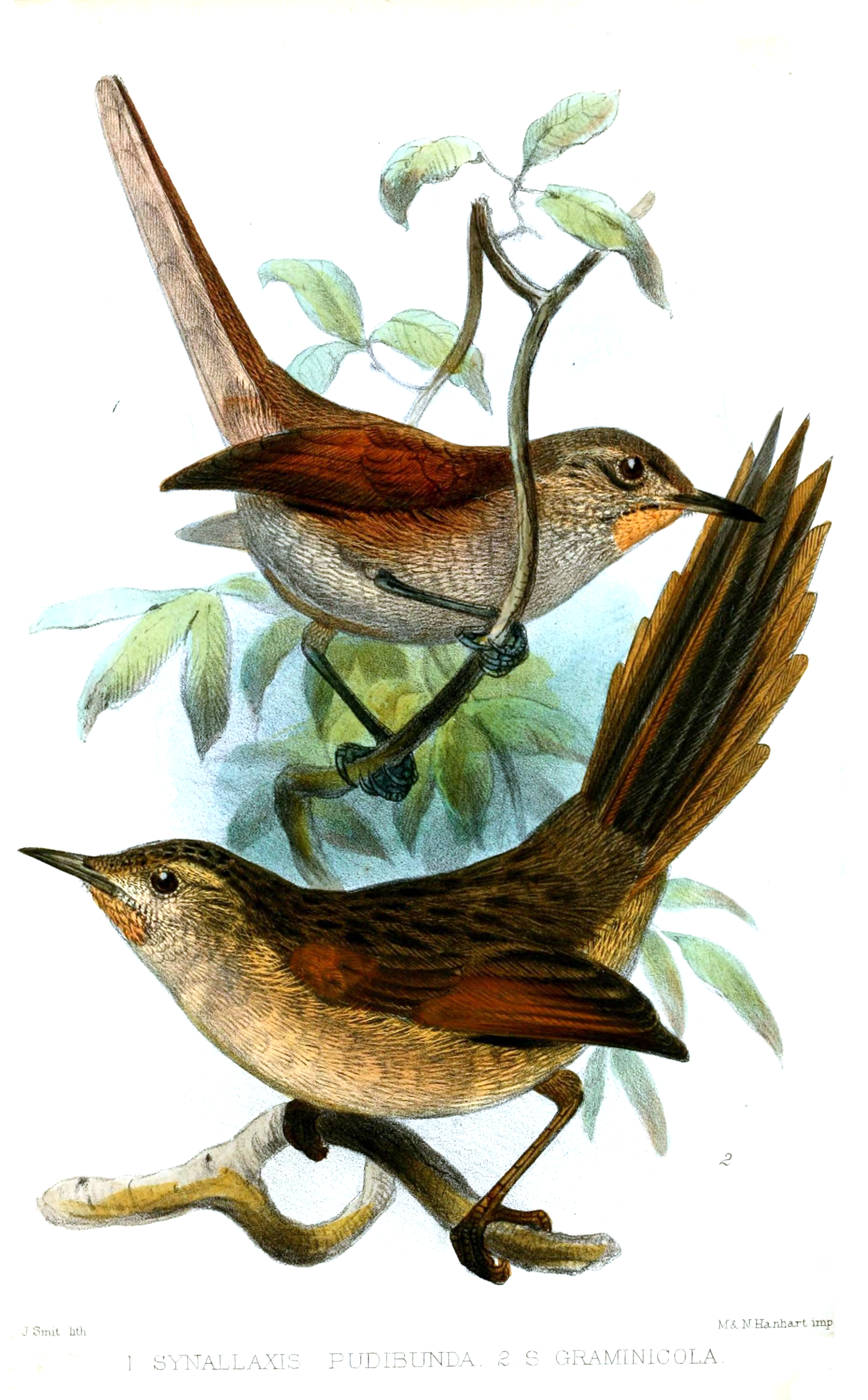
En kanjonkanastero (överst) och en strimryggig kanastero